# サイバーパンク演歌歌手Σ

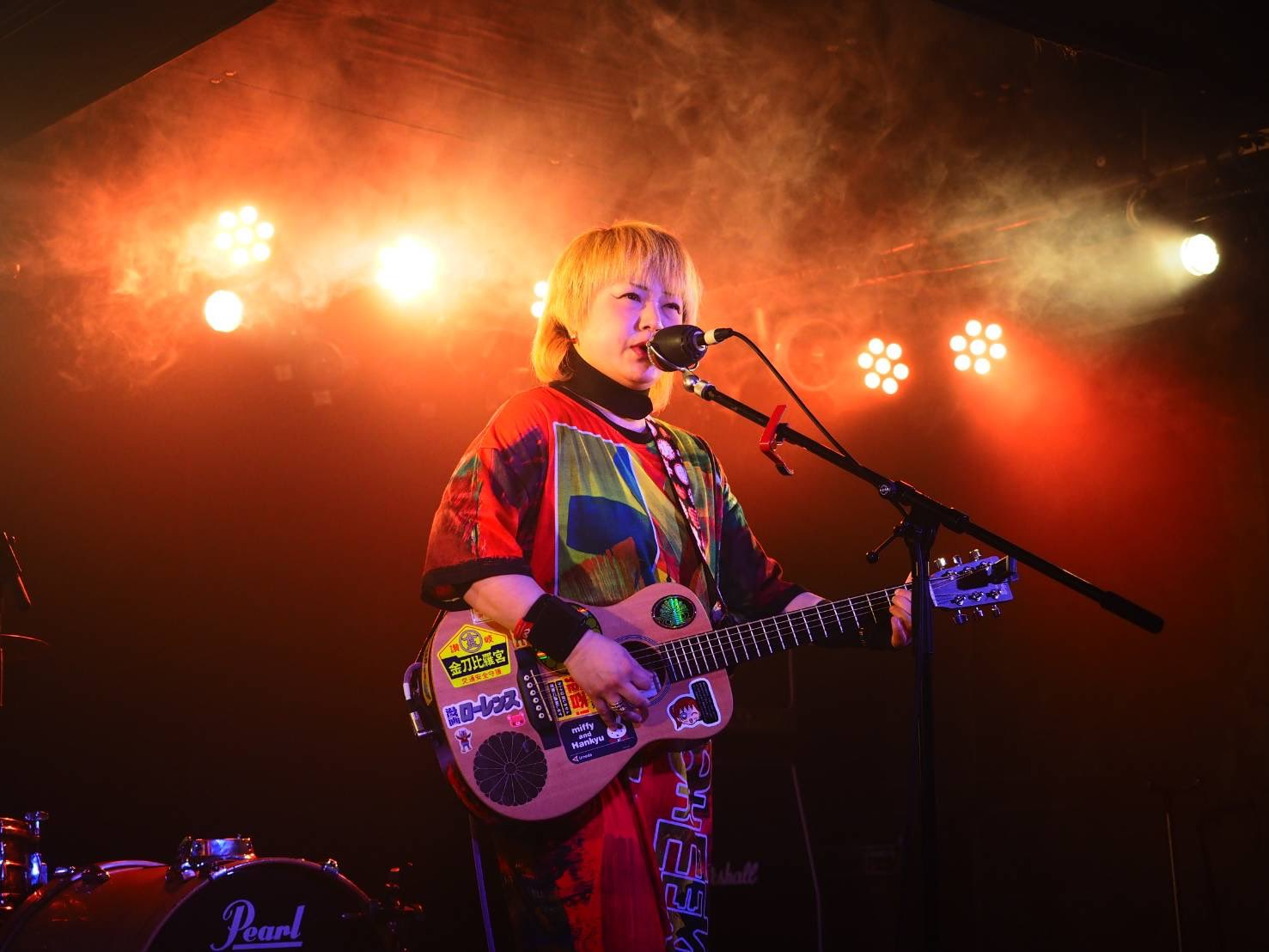
Osig; Cyberpunk Enka-Singer(TOONICE Kagawa, Japan)

サイバーパンク演歌歌手Σ（サイバーパンクえんかかしゅ・シグマ、1989年8月14日 - ）は、日本のシンガーソングライター、役者、ポールダンサー、ごっこプロレスラー。兵庫県芦屋市出身。同志社大学神学部卒業。血液型B型。愛称はおしぐ<Osig>。

## 略歴
中学から大学まで、学生聖歌隊でソプラノを歌い、高校生の頃より、自身のバンドで歌唱、作詞曲を行う。大学ののど自慢大会では、アニソンと演歌で2年連続出場、優勝する。その際、松竹芸能からタレント部門でのスカウトを受けるが、バンドに専念したいからと辞退。
2010年9月、Σ（シグマ）としてソロデビュー。同年12月に初の単独公演を行い、盛況。その後間もなく、自身をサイバーパンク演歌歌手と位置付けた作曲を始める。
2011年、メガチャーチでゴスペルの研修。（アメリカ、テネシー）
2012年より、5枚自主制作音源をリリースし、各100枚は半年以内にソールドアウト。
2014年、精神保健福祉士登録。ポールダンスショー開始。
2015年、千日前プロレス入団。
2016年、大阪朝潮橋カレーと酒処・琥珀荘テーマソング『華麗』楽曲提供、ネットラジオ『石野桜子の監禁Baby』出演。
2017年、四方香菜produce（現しかぷろ）ミュージカル『リバース！シンデレラ』鳥居雅代役出演。
2019年3月13日、GLITTER RECORDより1stフルアルバム『徘徊する命』全国リリース。
2020年、兵庫県三田市ナックルキックボクシングジムテーマソング『守ったれ！ナックル軍団』楽曲提供。
2023年、Shoko Rasputinと制作活動、U.G.JAMMIX よりOsigとし配信リリース。